# Carduelis carduelis

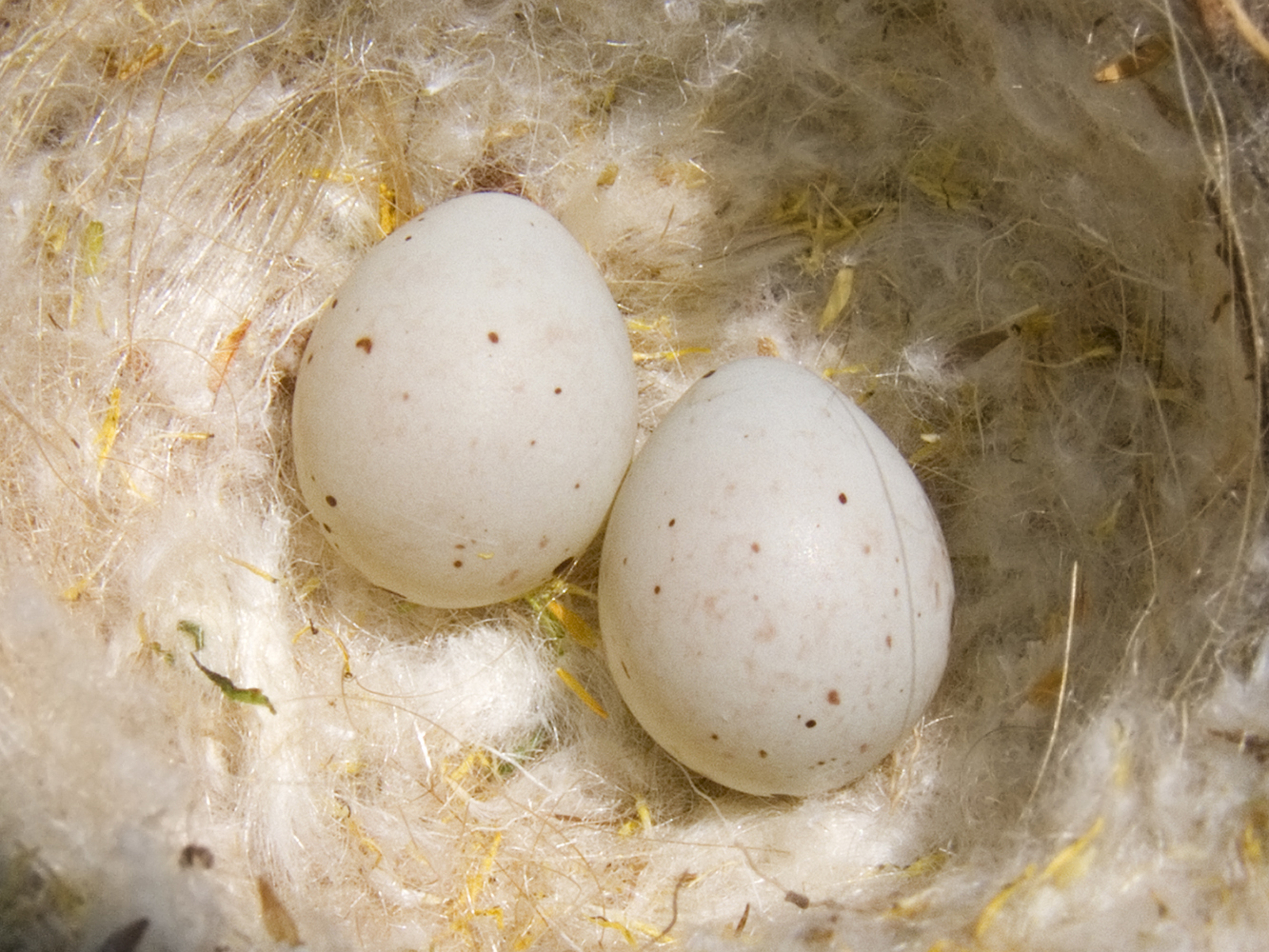
Ninho e ovos.

Carduelis carduelis Linnaeus, 1758, conhecido pelo nome comum de pintassilgo, é uma pequena ave fringilídea, comum em toda a Europa, mais abundante nas regiões central e meridional do continente.
É uma residente habitual nas zonas temperadas, mas as populações de latitudes mais altas migram para sul durante o inverno. A espécie tem distribuição natural centrada na Europa Ocidental, mas estendendo-se até à Sibéria central, ao sudoeste da Ásia e ao norte de África, estando naturalizada em algumas regiões da América do Sul, Estados Unidos da America, da Austrália, da Nova Zelândia e de algumas ilhas da Oceânia onde foi introduzida. Alimenta-se de sementes semi-maduros e maduros de plantas perenes e anuais, incluindo gramíneas e árvores, podendo também recorrer à captura de insectos, particularmente durante a fase reprodutiva. Na Europa Ocidental a espécie era um símbolo da resistência, da fertilidade e da perseverança, sendo, pelo seu amor pelos cardos, utilizada como símbolo cristão da Paixão e da morte sacrificial de Jesus Cristo.

## Nomes comuns
Dá ainda pelos nomes de milheiró, pinta-cardeira e pintassilgo-comum

## Descrição
São aves de pequeno porte, com tamanho aproximado de 13 cm, com cerca de 20 g de peso, normalmente encontradas em bandos de até 40 indivíduos, fora da estação reprodutora. Na época do acasalamento, os pintassilgos separam-se por pares voltando a se unir após a eclosão dos filhotes.
Os pintassilgos nidificam em terrenos abertos e bordos de bosques, em parques e jardins, entre Abril e Maio, pondo 4 a 6 ovos azuis com manchas pretas, que eclodem ao fim de 11 a 14 dias. Faz duas posturas e a incubação é feita pela fêmea.
Alimenta-se basicamente de grãos silvestres. Gosta especialmente de sementes de cardos, o que deu origem ao nome do género. No outono e inverno é avistado frequentemente em prados ricos em cardos. Porém, durante a alimentação das crias, procura também insectos.
O adulto possui a face vermelha e o resto da cabeça preta e branca. As asas são pretas com uma barra amarelo vivo, mais visível durante o voo. Uropígio branco. Bico cor de marfim, mais escuro na ponta, grande e pontiagudo. Cauda furcada. É praticamente impossível distinguir os sexos no campo. Os indivíduos jovens apresentam configuração das asas idênticas aos adultos, mas o restante corpo castanho-cinza claro com manchas mais escuras.

## Canto do Pintassilgo
Tem um canto melodioso, levando a que seja ainda capturado para gaiola, mesmo sendo uma espécie protegida e cuja captura é proibida.

## Subespécies
A espécie apresenta forte polimorfismo, o que levou à descrição de numerosas subespécies, em grande parte com validade taxonómica actualmente disputada. A espécie é em geral dividida em dois grupos principais: (1) o grupo carduelis, na parte mais ocidental da área de distribuição natural; e (2) o grupo caniceps, na parte oriental. Cada um daqueles grupos inclui diversas raças, mas como os grupos apresentam intergradação nas regiões de contacto entre grupos, as subespécies caniceps não são reconhecidas como uma espécie autónoma, apesar da sua plumagem distinta e das diversas diferenças morfológicas que apresentam em relação a C. c. carduelis. As subespécies mais frequentemente citadas são:
Grupo Carduelis carduelis carduelis
- Carduelis carduelis balcanica — sueste da Europa;
- Carduelis carduelis brevirostris — Crimeia e norte do Cáucaso;
- Carduelis carduelis britannica — Ilhas Britânicas;
- Carduelis carduelis carduelis — Europa continental e Escandinávia.
- Carduelis carduelis loudoni — sul do Cáucaso e Irão;
- Carduelis carduelis major — oeste da Sibéria e Urais;
- Carduelis carduelis niediecki — sudoeste da Ásia e nordeste da África;
- Carduelis carduelis parva — Macaronésia (Madeira e Canárias), Península Ibérica e noroeste da África;
- Carduelis carduelis tschusii — Córsega, Sardenha e Sicília;

Grupo Carduelis carduelis caniceps
- Carduelis carduelis caniceps — Ásia central e do sul;
- Carduelis carduelis paropanisi — Ásia central (Afeganistão até aos Himalaias e às montanhas de Tien Shan);
- Carduelis carduelis subulata — centro sul da Sibéria.

A espécie foi descrita por Linnaeus, classificada então como Fringilla carduelis.
A filogenia da espécies foi publicada por Antonio Arnaiz-Villena et al.